# Sándor (Adelsgeschlecht)

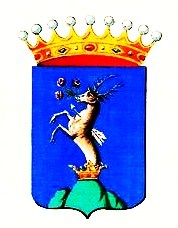
Wappen der Grafen Sándor

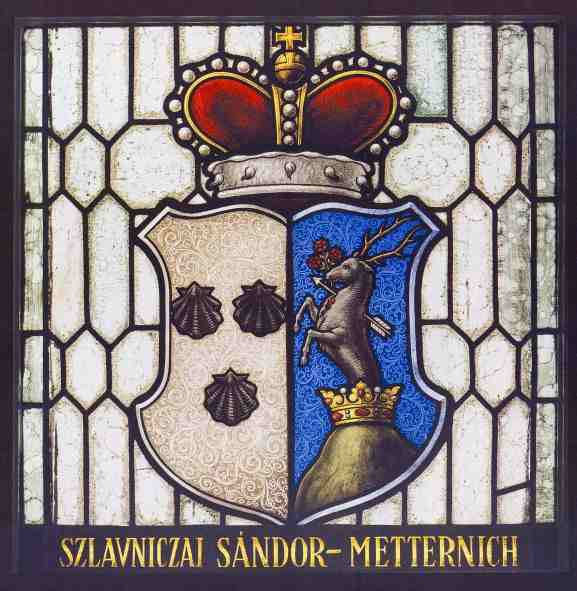
Wappen der Familie Sándor-Metternich

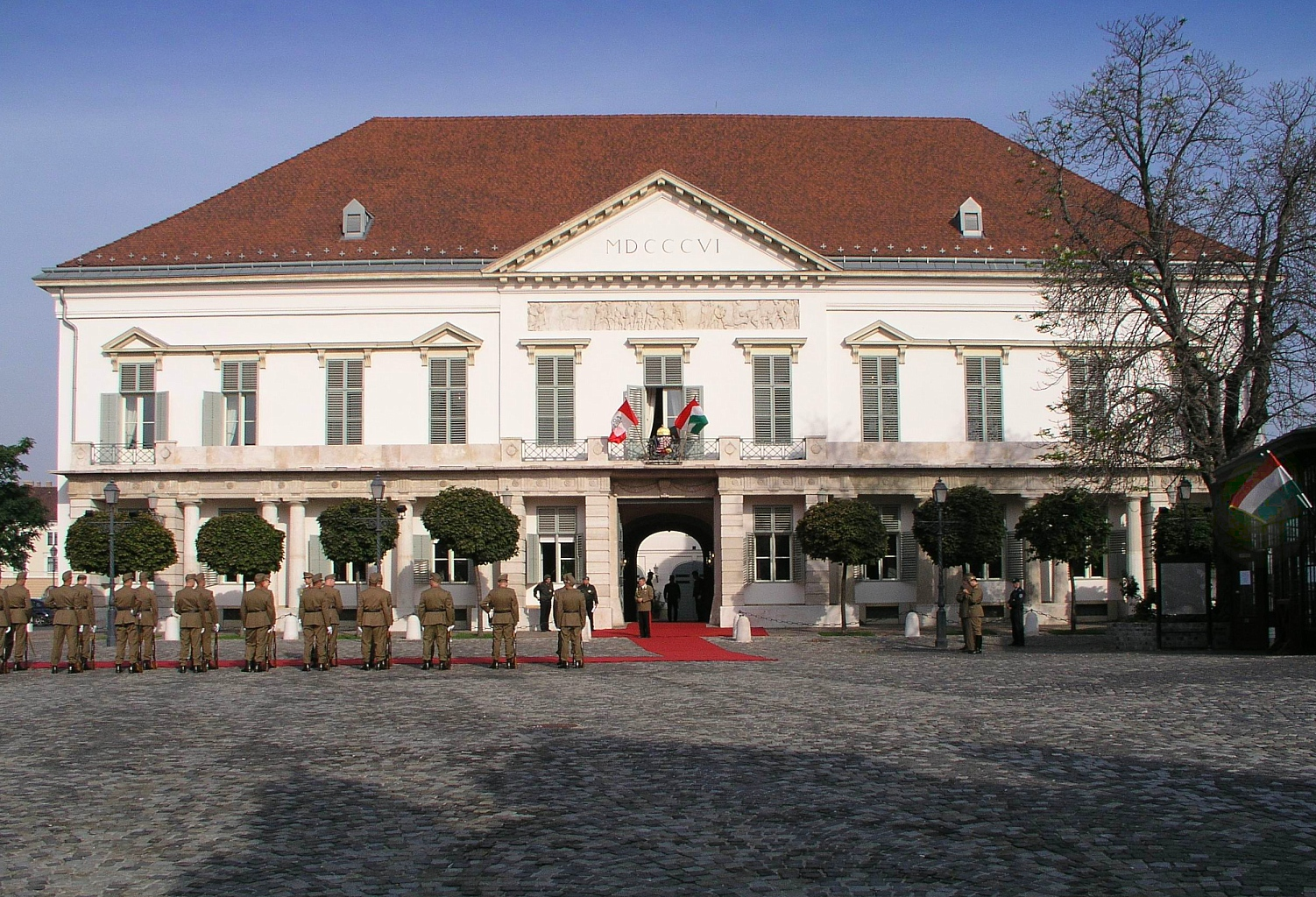
Palais Sándor in Budapest, heute Amtssitz des ungarischen Staatspräsidenten

Die Familie Sándor ist ein altes ungarisches Adelsgeschlecht, das zu den ersten und reichsten Magnatenfamilien des Landes gehörte.

## Geschichte
Die Familie Sándor stammt vermutlich aus der  Grafschaft Trenčín in der heutigen Slowakei. Im Jahr 1456 erhielt sie als königliches Geschenk die Domäne Slavnica. 
Im Jahr 1706 erhielt Gáspár Sándor den Titel Baron verliehen, doch dieser Zweig der Familie starb bald darauf aus. Antal Sándor, aus einem anderen Zweig der Familie, wurde im Jahr 1787 zum Grafen erhoben. Móric Sándor (1805–1878), der letzte männliche Nachfahre der Familie, heiratete Prinzessin Leontine Adelheid Maria Pauline von Metternich-Winneburg (1811–1861), die Tochter von Klemens Wenzel Lothar von Metternich. Aus dieser Ehe stammte Pauline von Metternich (1836–1921), die ihren Cousin Richard Clemens von Metternich-Winneburg (1829–1895) heiratete. Dieser Zweig nannte sich nun Metternich-Sándor von Winneburg. Der Besitz der Familie Sándor ging an die Familie Metternich über.

## Bekannte Familienmitglieder
- Baron Menyhért Sándor(1661–1723), Vizegraf von Esztergom.
- Baron Gáspár Sándor (gestorben um 1723) war Botschafter.
- Baron István Sándor (1756–1815) war Schriftsteller und Bibliograph.
- Franz-Albrecht Metternich-Sándor, 1926 adoptiert von Klementine von Metternich-Sándor (1870–1963)

## Besitzungen

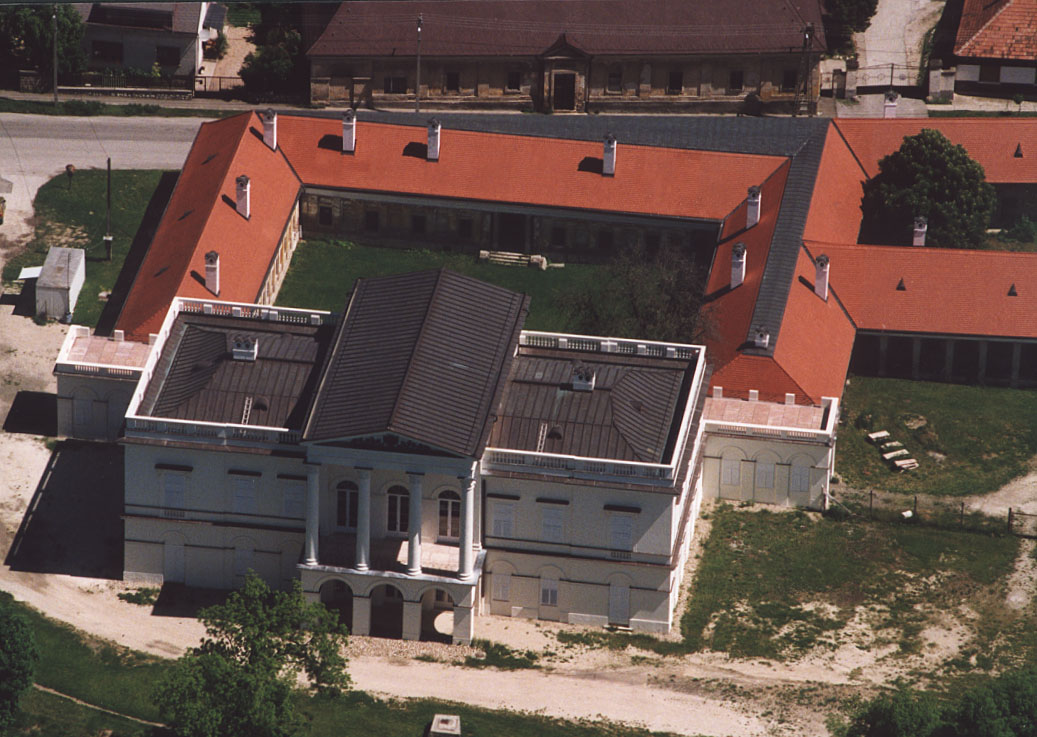
Schloss Bajna

- Bajna
- Biatorbágy
- Bicske
- Gyarmat
- Nitra
- Ráró
- Slavnica